# Exochocepheus contiguus
Exochocepheus contiguus är en kvalsterart som först beskrevs av Balogh och Csiszár 1963.  Exochocepheus contiguus ingår i släktet Exochocepheus och familjen Scutoverticidae. Inga underarter finns listade i Catalogue of Life.